# Jakob Stark

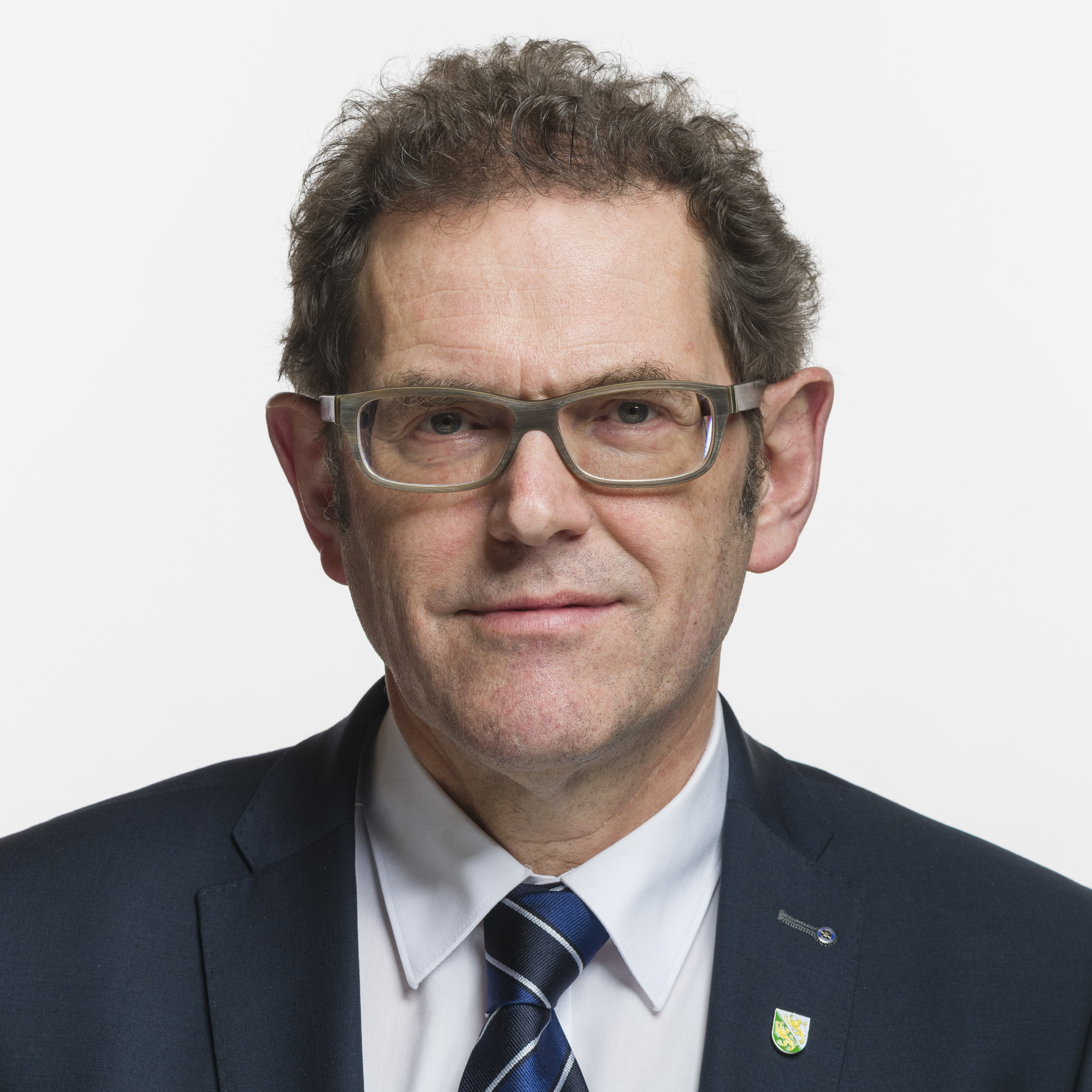
Jakob Stark (2019)

Jakob Stark (* 8. September 1958 in Frauenfeld) ist ein Schweizer Politiker (SVP). Er war von 2006 bis 2020 Regierungsrat im Kanton Thurgau. Bei den Wahlen 2019 wurde er in den Ständerat gewählt.

## Persönliches
Jakob Stark wuchs zusammen mit vier Geschwistern auf dem Bauernhof seiner Eltern Hans und Alice Stark-Beglinger in Neukirch an der Thur auf. Er ist mit Cornelia Stark-Bartholdi verheiratet und hat zwei Kinder. Stark wohnt in Buhwil in der Gemeinde Kradolf-Schönenberg und ist heimatberechtigt in Hohentannen und Teufen. In seiner Freizeit betreibt er Laufsport oder arbeitet im eigenen kleinen Weinberg. Er ist ausserdem Mitglied diverser Vereine in der Region.

## Ausbildung und Beruf
Stark besuchte die Primarschule in Neukirch an der Thur und danach die Sekundarschule in Schönholzerswilen. Anschliessend besuchte er die Kantonsschule in Frauenfeld, wo er die Maturität Typus C erlangte. Sein Studium in Allgemeiner Geschichte, Volkswirtschaft und Publizistik, das er 1986 mit einem Lizenziat (lic. phil. I) abschloss, absolvierte er an der Universität Zürich. Danach arbeitete er als Journalist und Redaktor bei diversen Zeitungen wie dem Tages-Anzeiger, der Thurgauer Zeitung und dem St. Galler Tagblatt. 1993 promovierte er zum Dr. phil. I mit einer Arbeit über das Scheitern der Ablösung der Zehnten und Grundzinsen in der Helvetik am Beispiel des Vollzugs der Steuer- und Grundlastgesetze im Kanton Thurgau. Seit 2021 ist er Verwaltungsrat der Axpo Holding. Er ist Präsident von Lignum Holzwirtschaft Schweiz und Präsident der Schweizer Stiftung für Oberflächentechnik (SSO).

## Politische Tätigkeit
Seine politische Karriere startete Stark 1988 als nebenamtlicher Ortsvorsteher von Buhwil. Bei der Fusion der Gemeinden Buhwil, Neukirch a. d. Thur, Kradolf und Schönenberg zur politischen Gemeinde Kradolf-Schönenberg wurde Stark im September 1995 zum ersten Gemeindeammann der neuen Gemeinde gewählt; das Amt übte er bis zu seiner Wahl in den Regierungsrat im Jahr 2006 aus. 1996 wurde er ausserdem in den Grossen Rat des Kantons Thurgau gewählt und präsidierte dort von 2000 bis 2006 die SVP-Fraktion. Zudem war Stark von 2004 bis 2006 Präsident des Verbands Thurgauer Gemeinden.
Nach dem Rücktritt des Regierungsrats Roland Eberle wurde Stark als Nachfolger vorgeschlagen und gewählt. Am 1. Juni 2006 trat er sein Amt als Regierungsrat an und löste Bernhard Koch als Leiter des Departements für Erziehung und Kultur ab. Stark wurde im Jahr 2008 wiedergewählt und übernahm das Departement für Bau und Umwelt des abtretenden Hans Peter Ruprecht. Von 2014 bis 2020 leitete er das Departement für Finanzen und Soziales. In den Amtsjahren 2010/11, 2015/16 und 2019/20 war er Präsident des Regierungsrats. Im August 2019 gab er bekannt, dass er bei den Regierungsratswahlen 2020 nicht mehr antrete. Am 30. Mai 2020 schied er aus dem Regierungsrat aus.
Bei den nationalen Wahlen 2019 wurde er im ersten Wahlgang am 20. Oktober 2019 in den Ständerat gewählt. Im Ständerat ist er Mitglied der Finanzkommission, der Kommission für Umwelt, Raumplanung und Energie sowie der Kommission für Wissenschaft, Bildung und Kultur. Er gehört ausserdem der Begnadigungskommission des eidgenössischen Parlaments an.

## Publikationen
- Zehnten statt Steuern: das Scheitern der Ablösung von Zehnten und Grundzinsen in der Helvetik; eine Analyse des Vollzugs der Grundlasten- und Steuergesetze am Beispiel des Kantons Thurgau. Chronos, Zürich 1993, ISBN 3-905311-17-8.